# NGC 502
NGC 502 est une galaxie lenticulaire située dans la constellation des Poissons. NGC 502 a été découverte par l'astronome prussien Heinrich d'Arrest en 1862.

## Caractéristiques
Sa vitesse par rapport au fond diffus cosmologique est de 2 211 ± 22 km/s, ce qui correspond à une distance de Hubble de 32,6 ± 2,3 Mpc (∼106 millions d'al).
À ce jour, deux mesures non basées sur le décalage vers le rouge (redshift) donnent une distance de 34,250 ± 0,636 Mpc (∼112 millions d'al), ce qui est à l'intérieur des valeurs de la distance de Hubble.
NGC 502 est une galaxie brillante en rayon X.

## Groupe de NGC 470
NGC 502 appartient au groupe de NGC 470 qui comprend au moins 13 galaxies. Ce groupe comprend les galaxies NGC 470, NGC 474, NGC 485, NGC 488, NGC 489, NGC 502, NGC 516, NGC 518, NGC 520, NGC 522, NGC 524, NGC 525 et NGC 532.
Le groupe de NGC 470 devrait comprendre au moins 4 autres galaxies brillantes dans le domaine des rayons X (NGC 509, IC 101, IC 114 et CGCG 411-0458 (PGC 4994)) car elles sont dans la même région de la sphère céleste et à des distances similaires à celles du groupe. 